# 府中市立若松小学校
府中市立若松小学校（ふちゅうしりつ わかまつしょうがっこう）は、東京都府中市にある公立小学校。

## 沿革
- 1972年（昭和47年）
  - 3月31日 - 設置認可[2]。
  - 4月1日 - 開校[2]。
  - 4月6日 - 始業式と入学式を挙行。児童数359名、学級数11。プレハブ校舎で授業開始する[2]。
  - 9月1日 - 新校舎で授業開始[2]。
  - 10月11日 - 新校舎落成式および開校式を挙行[2]。
- 1973年（昭和48年）2月23日 - 校歌、校旗を制定[2]。
- 1979年（昭和54年）6月5日 - 学校農園を設置[2]。
- 1982年（昭和57年）10月14日 - 創立10周年を記念し、記念式典および祝賀会を挙行。また記念事業として遊具や岩石園を寄贈される[2]。
- 1995年（平成7年） - 校舎を増築[2]。
- 2009年（平成21年）4月1日 - 東京都よりスポーツ教育推進校に指定される（2年間）[2]。
- 2011年（平成23年）10月3日 - 校舎を増築[2]。
- 2012年（平成24年）3月30日 - 第二校庭を設置[2]。
- 2022年（令和4年）4月1日 - 創立記念50周年記念行事を開催[2]。

## 校歌
作詞・村野四郎、作曲・服部正

## アクセス

### バス
- 京王バス「人見街道入口」停留所から徒歩すぐ

### 鉄道
- 京王電鉄東府中駅から徒歩約10分

## 著名な卒業生
- 古川俊太郎 - 実業家 (第6代任天堂社長）
- 澤穂希 - サッカー選手